# Konstantan
Konstantan – stop miedzi 60% i niklu 40%, charakteryzujący się stałą rezystywnością (znikomą zależnością oporu od temperatury). Używany jako drut oporowy w niskich temperaturach, jako jeden z drutów termopar typu E i typu T; do wyrobu tensometrów drutowych. 
| Rezystywność (opór właściwy)                   | 0,5·10-6 Ω·m.  |
| Liniowy współczynnik rozszerzalności cieplnej: | 10-5 K-1       |
| Gęstość:                                       | 8,9 g/cm3      |
| Ciepło właściwe:                               | 0,41 kJ/(kg·K) |
| Temperatura topnienia:                         | 1225–1300 °C   |